# These Are My Sins
These Are My Sins es el primer álbum de la banda I The Breather, lanzado el 7 de diciembre de 2010 por Sumerian Records.

## Lista de canciones
| N.º   | Título            | Duración |  |
| 1.    | «Forgiven»        | 4:12     |  |
| 2.    | «The Common Good» | 3:58     |  |
| 3.    | «Destroyer»       | 3:42     |  |
| 4.    | «High Rise»       | 3:59     |  |
| 5.    | «Longevity»       | 3:23     |  |
| 6.    | «Doomsday»        | 3:42     |  |
| 7.    | «Conquer»         | 4:23     |  |
| 8.    | «Empathy»         | 2:51     |  |
| 9.    | «Crown Me King»   | 3:39     |  |
| 10.   | «Allspark»        | 2:55     |  |
| 11.   | «Illuminate»      | 6:10     |  |
| 42:55 |                   |          |  |

## Miembros
I The Breather
- Shawn Spann – vocalista líder
- Jered Youngbar – guitarra
- Justin Huffman – guitarra
- Armand Jasari – bajo
- Morgan Wright – Batería